# Bibliothèque de l'université de Tomsk

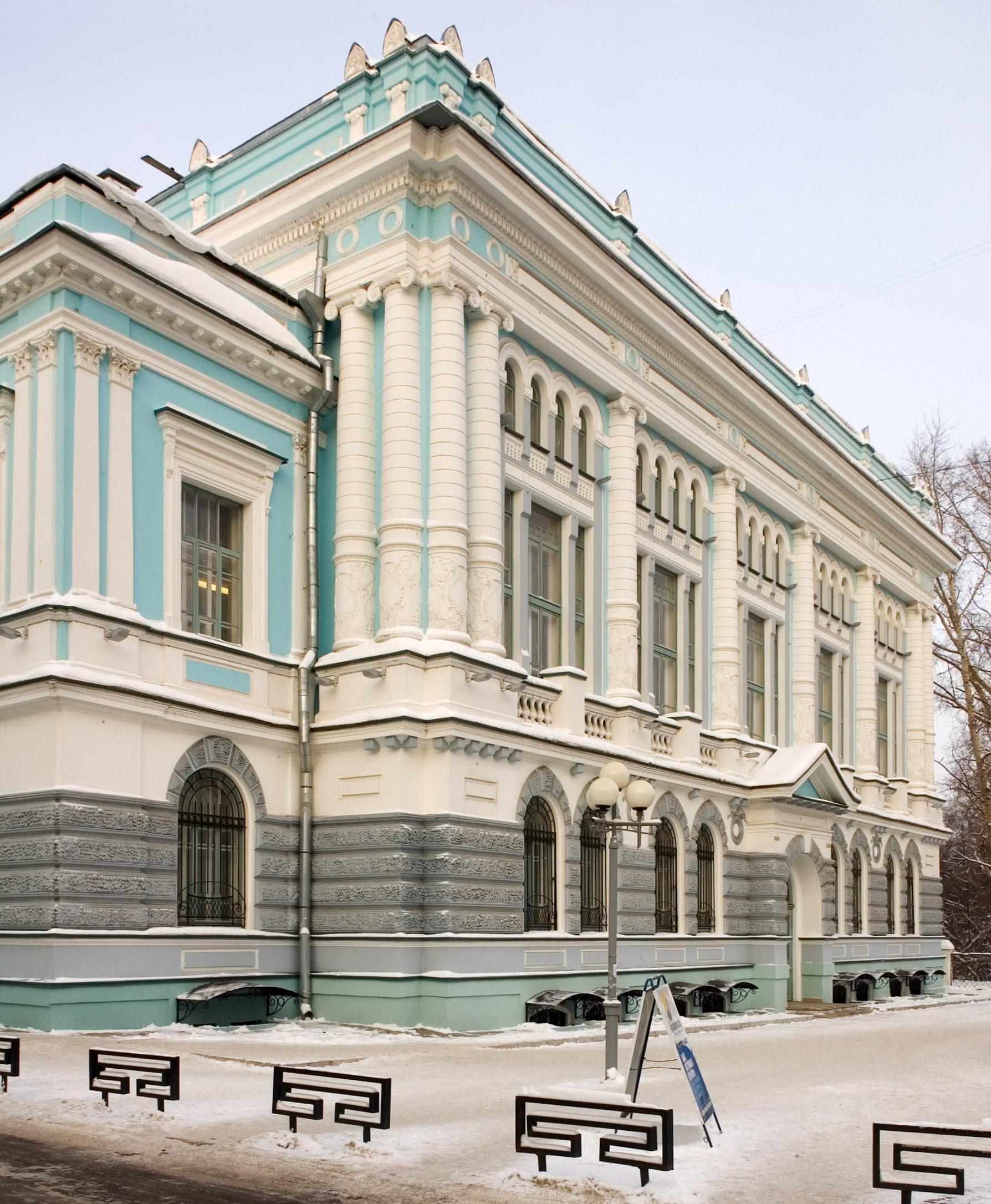
Façade de la bibliothèque

La bibliothèque scientifique de l'université d'État de Tomsk (Научная библиотека Томского государственного университета) est une bibliothèque administrée par l'université d'État de Tomsk en Sibérie et l'une des plus importantes de Russie. Elle a été inaugurée en 1888 et comprend trois millions huit cent mille exemplaires (2012).

## Historique

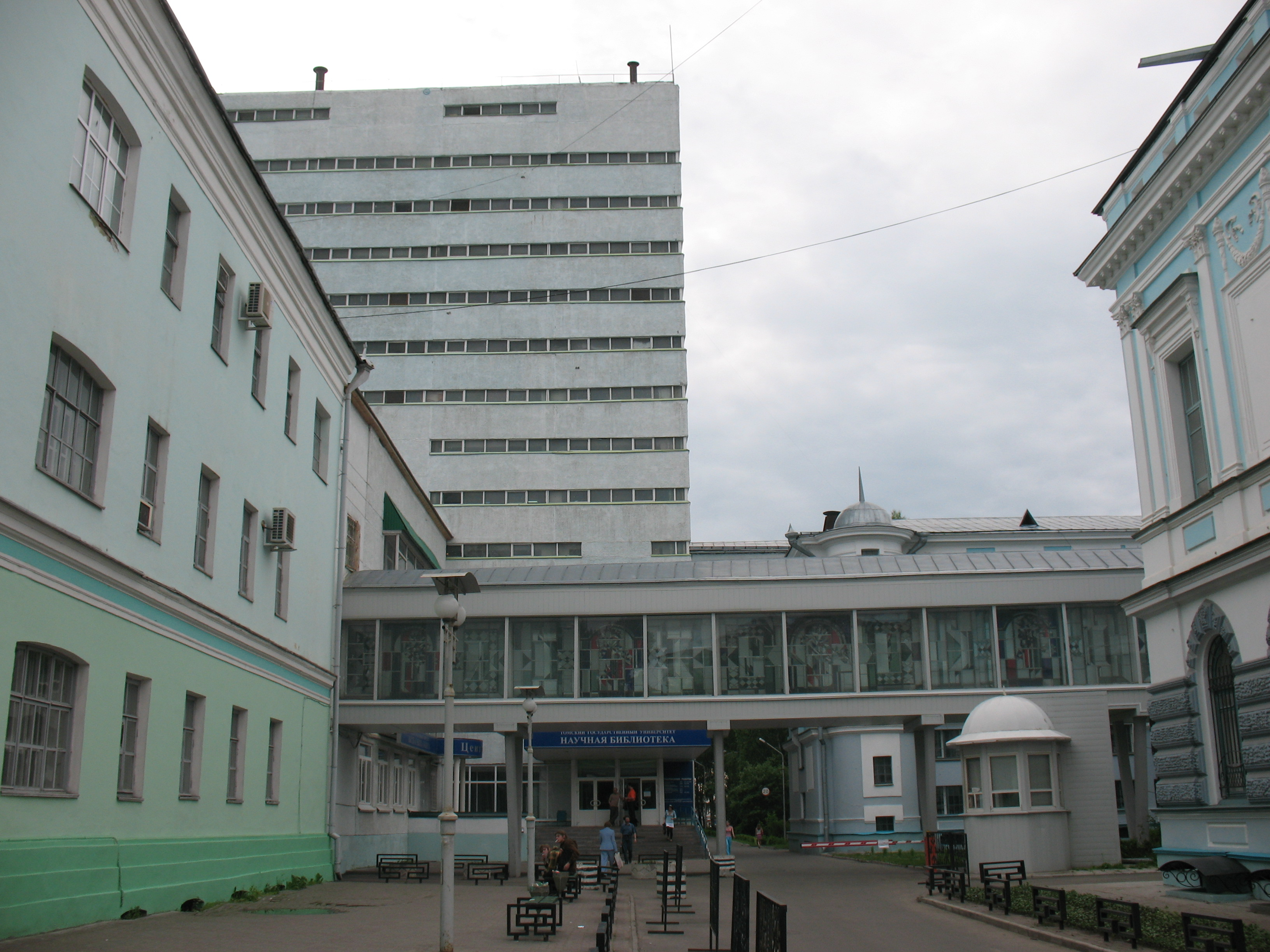
Vue de l'aile moderne

Le projet d'ouverture d'une bibliothèque à Tomsk a été formé en 1880 et la bibliothèque est inaugurée en 1888, première de la sorte à l'est de l'Oural. Son fondateur est le médecin Vassili Florinski (1834-1899), mécène de l'université. Le fonds de la bibliothèque est constitué des bibliothèques personnelles du comte Stroganov (1770-1857), du poète Vassili Joukovski (1783-1852), du prince Galitzine (1774-1859) ou de l'académicien Alexandre Nikitenko (1804-1877). C'est le don de la bibliothèque du comte Stroganov par ses descendants en 1875 qui donne le coup d'envoi au projet de la fondation de la bibliothèque. Ce don représente 22 626 volumes, et il est reçu par le docteur Florinski, alors haut fonctionnaire au ministère de l'Instruction publique, tandis que l'université de Tomsk est projetée par un oukaze d'Alexandre II en 1878. La première pierre est posée en 1880. Le bâtiment central de l'université est terminé en 1885 et accueille l'institut de médecine. L'on y prévoit un espace de 1 200 m2 pour y installer les volumes de la bibliothèque, classés en trois sections: exemplaires en langue russe, exemplaires en langues étrangères et ouvrages de médecine. L'université est inaugurée en 1888, alors que l'institut de médecine déménage pour donner naissance à la future université de médecine.
En 1912-1914, l'université charge l'architecte Andreï Kriatchkov (1876-1950) de construire un nouvel édifice pour abriter la bibliothèque dans un bâtiment à part. Elle est bâtie en style néoclassique avec des colonnes d'ordre ionique.
En 1978, une aile moderne lui est adjointe, l'ensemble mesure désormais 16 559 m2.
La bibliothèque est gratifiée du statut de « bibliothèque scientifique » en 1934 et elle est inscrite au patrimoine, comme l'université, en 1998. Elle comprend plus de 3 800 000 exemplaires dont 114 000 manuscrits anciens.
La Grande-Bretagne a reçu la commande de numériser le fonds de la bibliothèque dans le cadre du programme TEMPUS TACIS T-JEP 10027-95 (en 1995-1998), sous la supervision du professeur Judith Marquand. Aujourd'hui la bibliothèque jouit des facilités les plus modernes de gestion des stocks, des prêts et aussi de conservation.

## Notes et références

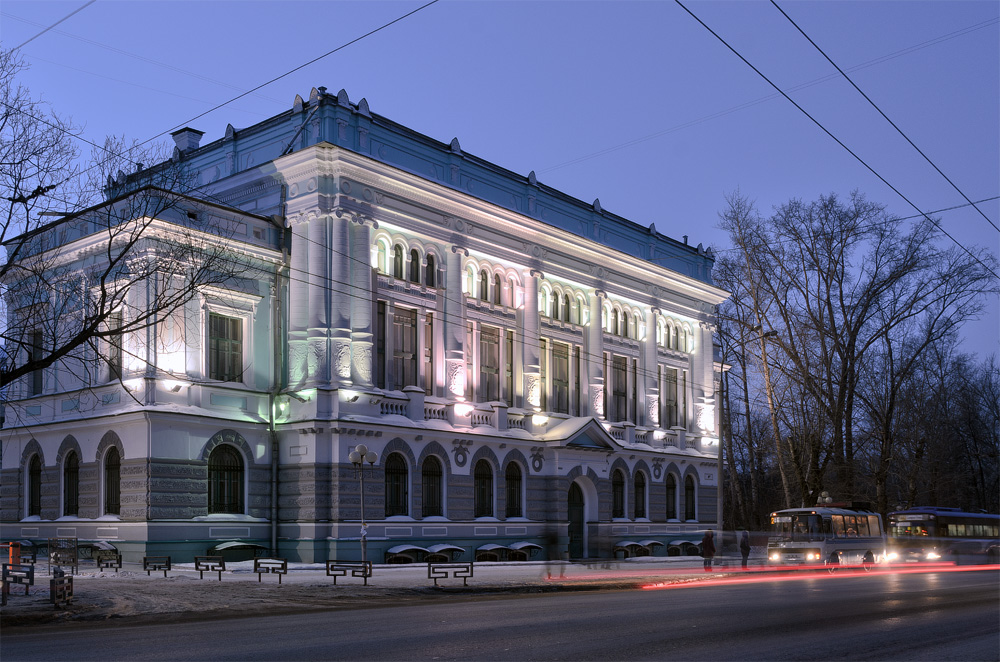
Façade de la bibliothèque en hiver

## Source
- (ru) Cet article est partiellement ou en totalité issu de l’article de Wikipédia en russe intitulé « Научная библиотека Томского государственного университета » (voir la liste des auteurs).